# Lingua balti
La lingua balti o balti è una lingua tibetana parlata in Pakistan (precisamente, nel Baltistan) e in India (nel territorio di Ladakh).

## Distribuzione geografica
Secondo l'edizione 2009 di Ethnologue, il balti è parlato prevalentemente nel Pachistan nord-orientale, nella ragione del Baltistan; i locutori stimati nel 1992 erano 270 000. A questi vengono aggiunti 38 800 locutori censiti nel 2001 nello Stato indiano di Jammu e Kashmir.